# 圣泽诺内-阿兰布罗
圣泽诺内-阿兰布罗（義大利語：San Zenone al Lambro），是意大利米蘭廣域市的一个市镇。总面积7平方公里，人口4126人，人口密度589.4人/平方公里（2009年）。国家统计（ISTAT）代码为015202。